# Porsica dyspines
Porsica dyspines är en fjärilsart som beskrevs av West. 1932. Porsica dyspines ingår i släktet Porsica och familjen tandspinnare. Inga underarter finns listade i Catalogue of Life.